# It Takes Two (trò chơi điện tử)
It Takes Two là tựa game platform phiêu lưu hành động do Hazelight Studios phát triển và  Electronic Arts phát hành. Trò chơi phát hành cho Microsoft Windows, PlayStation 4, PlayStation 5, Xbox One và Xbox Series X/S vào tháng 3 năm 2021 và Nintendo Switch vào tháng 11 năm 2022. Giống như trò chơi đầu tay của Hazelight là A Way Out, game không có tùy chọn chơi đơn và chỉ có thể chơi ở chế độ trực tuyến hoặc mạng nội bộ chia màn hình kiểu nhiều người chơi hợp tác giữa hai người chơi.
It Takes Two nhận nhiều đánh giá tích cực từ các nhà phê bình và giành nhiều giải thưởng, bao gồm Trò chơi của năm tại The Game Awards 2021 và Giải thưởng D.I.C.E. hàng năm lần thứ 25. Trò chơi cũng thành công về mặt thương mại, với hơn 7 triệu bản bán ra vào tháng 7 năm 2022.

## Lối chơi
It Takes Two là một tựa game phiêu lưu hành động với các yếu tố được lấy từ trò chơi platform. Nó được thiết kế đặc biệt để cho hai người chơi hợp tác với nhau qua việc chia đôi màn hình. Điều này có nghĩa là nếu muốn chơi game thì bạn phải chơi với người chơi khác thông qua việc dụng hình thức cục bộ hoặc trực tuyến. Trò chơi có một lượng lớn các thể loại trò chơi được lấy từ nhiều trò chơi điện tử khác nhau. Các trò chơi này được kết nối với một mạch truyện được sắp xếp sẵn. Ví dụ, ở phần một của mạch truyện, Cody nhận được khả năng quay ngược thời gian trong khi May có thể tái tạo lại chính mình. Người chơi phải hợp tác với nhau và sử dụng những khả năng này để sử dụng các kĩ năng tốt hơn. Trò chơi cũng có một số lượng lớn các minigame.

## Cốt truyện
Cody và May là một cặp vợ chồng, họ đang có ý định ly hôn sau khi Cody tranh cãi với May về việc cô ấy chỉ suốt ngày làm việc, không quan tâm đến gia đình, May phản bác lại rằng Cody không bao giờ ủng hộ công việc của cô hay đánh giá cao công việc đấy. Sau khi nói với Rose (con gái của họ) rằng họ đang có ý định ly hôn, Rose chạy đi lấy những con búp bê mà cô ấy tự làm, trông nó khá giống với bố mẹ của cô ấy và đem nó vào nhà kho của gia đình, cô cố gắng sửa chữa mối quan hệ của họ bằng cách đóng kịch. Một lúc sau, Cody và May thấy mình đang bị mắc kẹt ở bên trong những con búp bê mà nguyên nhân là do một giọt nước mắt của con gái của họ rơi xuống và vô tình trúng những con búp bê. Bác sĩ  Hakim, một người dưới hình dạng một cuốn sách trị liệu mối quan hệ của mình, ông nói với May và Cody rằng ông được giao nhiệm vụ cố gắng sửa chữa mối quan hệ của họ khi họ cố tiếp cận Rose.
Lúc đầu, Cody và May tập trung hơn vào việc cố gắng tiếp cận Rose, người mà họ hy vọng biết cách đưa họ trở lại cơ thể người. Tuy nhiên, Hakim liên tục cản trở sự cố gắng của họ, ông thường tạo ra những chướng ngại vật và bài kiểm tra theo cách của họ, buộc họ phải hợp tác để mối quan hệ của họ có tiến triển. Họ cũng bắt gặp những phiên bản nhân hóa của các đồ vật cũ của họ, những đồ vật chỉ trích Cody và May vì đã ngược đãi và bỏ bê họ và Rose. Khi họ vượt qua được các món đồ vật cũ của mình, Cody và May được nhắc nhở về những kỷ niệm tích cực mà họ đã có với nhau, cũng như những gì ban đầu đã kéo họ lại với nhau để trở thành một cặp. Trong khi đó, Rose tiếp tục cố gắng hết sức để hàn gắn mối quan hệ giữa cha mẹ cô, nhưng cả cơ thể thật của Cody và May đều đã bất tỉnh và không đáp lại cô. Nghĩ rằng cha mẹ đang phớt lờ mình, Rose tin rằng cô là nguyên nhân khiến cuộc hôn nhân của họ tan vỡ và quyết định bỏ nhà với hy vọng rằng sẽ khiến họ ở bên nhau.
Sau một cuộc hành trình dài, cuối cùng Cody và May cũng đã hoàn thành bài kiểm tra cuối cùng của Hakim, sau đó đã tái hiện lại bài hát May đã từng hát. Khi May hát, mối quan hệ giữa cô và Cody được "nhen nhóm" trở lại và họ hôn nhau, điều này đã làm đảo ngược câu thần chú. Họ thức tỉnh trong cơ thể thật của mình và bị sốc khi biết rằng Rose đã bỏ nhà ra đi. May mắn thay, họ tìm thấy cô ấy ở một bến xe buýt gần đó, họ giải thích với cô ấy rằng cô ấy không phải là nguyên nhân gây ra các cuộc tranh cãi của họ và họ sẽ luôn yêu cô ấy cho dù có chuyện gì xảy ra. Ba người sau đó trở về nhà với một cái nhìn mới về mối quan hệ của họ.

## Phát triển
Josef Fares, đạo diễn của trò chơi trước đó của Hazelight là A Way Out (2018) và Brothers: A Tale of Two Sons (2013) của Starbreeze, trở lại với tư cách là đạo diễn của trò chơi. Sau khi phát hành A Way Out vào năm 2018, nhóm đã quyết định tạo một trò chơi video chỉ có thể chơi co-op khác vì trò chơi này có đội ngũ giàu kinh nghiệm và tinh tế hơn, họ cảm thấy rằng mình có thể cải thiện và mở rộng hơn nữa các khái niệm về lối chơi mà A Way Out đã làm trước đó. Đội ngũ phát triển đã làm việc để đảm bảo rằng lối chơi có mối liên hệ với câu chuyện và khi câu chuyện mở ra, cơ chế của trò chơi sẽ thay đổi theo. Fares đã thúc đẩy đội của anh ấy hãy thêm nhiều cơ chế và phần truyện nhất có thể vì anh ấy tin rằng nếu một cơ chế chơi trò chơi được sử dụng nhiều lần, nó sẽ trở nên "kém đặc biệt hơn". Fares mô tả trò chơi là một "bộ phim hài lãng mạn". Fares cung cấp khả năng ghi lại chuyển động cho Tiến sĩ Hakim, một trong những nhân vật quan trọng trong trò chơi Trò chơi được lập trình chủ yếu bằng AngelScript được Hazelight triển khai vào Unreal Engine thông qua plugin riêng của họ.
Giống như A Way Out, It Takes Two được xuất bản trong chương trình EA Originals của Electronic Arts. Chương trình này cho phép Hazelight giữ toàn quyền kiểm soát việc sáng tạo nội dung và nhận được phần lớn lợi nhuận của trò chơi sau khi chi phí phát triển được thu hồi lại. EA đã thông báo rằng họ đã ký hợp đồng xuất bản với Hazelight vào tháng 6 năm 2019. Trò chơi chính thức được tiết lộ trong EA Play vào tháng 6 năm 2020. EA và Hazelight đã giới thiệu tính năng Friend's Pass cho trò chơi, nó cho phép người chơi đã mua trò chơi gửi lời mời đến bạn bè của họ, những người chơi sau đó có thể chơi trò chơi miễn phí với người chơi. Trò chơi được phát hành cho Windows, PlayStation 4, PlayStation 5, Xbox One và Xbox Series X và Series S vào tháng 3 năm 2021.

## Đón nhận
Theo trang web tổng hợp đánh giá Metacritic, trò chơi được "đánh giá chung là yêu thích". It Takes Two được nhiều người hâm mộ đánh giá là một trong những trò chơi hay nhất phát hành trong năm 2021 và là trò chơi hợp tác hay nhất năm đó.

### Doanh số bán hàng
Khi tựa game vừa ra mắt được 1 tháng thì đã bán ra hơn 1 triệu bản. Tính đến ngày 17 tháng 6 năm 2021, số lượng các bản được bán ra đã đạt mốc 2 triệu bản. Đến tháng 10 năm 2021, game bán ra 3 triệu bản. Đến tháng 2 năm 2022 là 5 triệu bản. Đến tháng 7 năm 2022 là  7 triệu bản.

### Giải thưởng
| Năm  | Phần thưởng                                      | Thể loại                                  | Kết quả   | Ghi chú       |
| ---- | ------------------------------------------------ | ----------------------------------------- | --------- | ------------- |
| 2021 | Golden Joystick Awards                           | Trò chơi nhiều người chơi hay nhất        | Đoạt giải | [ 33 ] [ 34 ] |
| 2021 | Golden Joystick Awards                           | Trò chơi tuyệt vời của năm                | Đề cử     | [ 33 ] [ 34 ] |
| 2021 | The Game Awards                                  | Trò chơi nhiều người chơi hay nhất        | Đoạt giải | [ 35 ]        |
| 2021 | The Game Awards                                  | Trò chơi gia đình hay nhất                | Đoạt giải | [ 35 ]        |
| 2021 | The Game Awards                                  | Dẫn truyện hay nhất                       | Đề cử     | [ 35 ]        |
| 2021 | The Game Awards                                  | Đạo diễn xuất sắc nhất                    | Đề cử     | [ 35 ]        |
| 2021 | The Game Awards                                  | Players' Voice                            | Đề cử     | [ 35 ]        |
| 2021 | The Game Awards                                  | Trò chơi của năm                          | Đoạt giải | [ 35 ]        |
| 2022 | Giải thưởng Lựa chọn của Nhà phát triển Trò chơi | Giải thưởng sáng tạo                      | Đề cử     | [ 36 ] [ 37 ] |
| 2022 | Giải thưởng Lựa chọn của Nhà phát triển Trò chơi | Thiết kế hay nhất                         | Đoạt giải | [ 36 ] [ 37 ] |
| 2022 | Giải thưởng Lựa chọn của Nhà phát triển Trò chơi | Dẫn truyện hay nhất                       | Đề cử     | [ 36 ] [ 37 ] |
| 2022 | Giải thưởng Lựa chọn của Nhà phát triển Trò chơi | Giải thưởng tác động xã hội               | Đề cử     | [ 36 ] [ 37 ] |
| 2022 | Giải thưởng Lựa chọn của Nhà phát triển Trò chơi | Trò chơi của năm                          | Đề cử     | [ 36 ] [ 37 ] |
| 2022 | Giải thưởng D.I.C.E hàng năm lần thứ 25          | Thành tựu nổi bật trong sáng tác nhạc gốc | Đề cử     | [ 38 ]        |
| 2022 | Giải thưởng D.I.C.E hàng năm lần thứ 25          | Thành tựu nổi bật trong thiết kế âm thanh | Đề cử     | [ 38 ]        |
| 2022 | Giải thưởng D.I.C.E hàng năm lần thứ 25          | Trò chơi phiêu lưu của năm                | Đề cử     | [ 38 ]        |
| 2022 | Giải thưởng D.I.C.E hàng năm lần thứ 25          | Thành tựu nổi bật trong thiết kế trò chơi | Đoạt giải | [ 38 ]        |
| 2022 | Giải thưởng D.I.C.E hàng năm lần thứ 25          | Thành tựu nổi bật trong chỉ đạo trò chơi  | Đề cử     | [ 38 ]        |
| 2022 | Giải thưởng D.I.C.E hàng năm lần thứ 25          | Trò chơi của năm                          | Đoạt giải | [ 38 ]        |
| 2022 | Giải thưởng Trò chơi nước Anh lần thứ 18         | Trò chơi hay nhất                         | Đề cử     | [ 39 ]        |
| 2022 | Giải thưởng Trò chơi nước Anh lần thứ 18         | Hoạt ảnh                                  | Đề cử     | [ 39 ]        |
| 2022 | Giải thưởng Trò chơi nước Anh lần thứ 18         | Thành tựu nghệ thuật                      | Đề cử     | [ 39 ]        |
| 2022 | Giải thưởng Trò chơi nước Anh lần thứ 18         | Trò chơi điện tử hơn cả giải trí          | Đề cử     | [ 39 ]        |
| 2022 | Giải thưởng Trò chơi nước Anh lần thứ 18         | Thiết kế trò chơi                         | Đề cử     | [ 39 ]        |
| 2022 | Giải thưởng Trò chơi nước Anh lần thứ 18         | Trò chơi nhiều người chơi                 | Đoạt giải | [ 39 ]        |
| 2022 | Giải thưởng Trò chơi nước Anh lần thứ 18         | Dẫn truyện                                | Đề cử     | [ 39 ]        |
| 2022 | Giải thưởng Trò chơi nước Anh lần thứ 18         | Tài sản gốc                               | Đoạt giải | [ 39 ]        |
| 2022 | Giải thưởng Trò chơi nước Anh lần thứ 18         | Trò chơi EE của năm                       | Đề cử     | [ 39 ]        |